# Nabwana I.G.G.
Isaac Godfrey Geoffrey Nabwana, conocido popularmente como Nabwana IGG, es un cineasta y productor de cine ugandés. Fundador del estudio de cine Wakaliwood, es conocido por la violencia en sus películas.

## Carrera profesional
Comenzó a aprender sobre cine de forma autodidacta. A los 32 años se inició en el cine como profesión. En 2005, fundó Ramon Film Productions, posteriormente llamada Wakaliwood.
Su productora ha trabajado en más de 44 largometrajes. Algunas de las películas producidas por Ramon Productions son ¿Quién mató al capitán Alex?, Bad Black y Tebaatusasula. La película Who Killed Captain Alex es conocida como la primera llena de acción en el cine de Uganda.

## Filmografía
| Año  | Título                               | Rol                                  | Tipo         | Ref.                        |
| ---- | ------------------------------------ | ------------------------------------ | ------------ | --------------------------- |
| 2008 | Ekisa Butwa                          | Director, productor, escritor        | Película     |                             |
| 2010 | Valentine: Satanic Day               | Director, productor, escritor        | Película     |                             |
| 2010 | Tebaatusasula                        | Director, productor, escritor        | Película     |                             |
| 2010 | Who Killed Captain Alex?             | Director, productor, escritor        | Película     | [ 10 ] [ 11 ] [ 12 ] [ 13 ] |
| 2011 | The Return of Uncle Benon            | Director, productor, escritor        | Película     |                             |
| 2011 | Rescue Team                          | Director, productor, escritor        | Película     |                             |
| 2012 | Bukunja Tekunja Mitti: The Cannibals | Director, productor, escritor        | Película     |                             |
| 2012 | Black                                | Director, productor, escritor        | Película     |                             |
| 2014 | Crazy World                          | Director, productor, actor, escritor | Película     |                             |
| 2015 | The Revenge                          | Director, productor, escritor        | Película     |                             |
| 2016 | The Ivory Trap: Akanawuusu           | Director, productor, escritor        | Película     |                             |
| 2016 | Once a Soja: Agubiri the Gateman     | Director, productor, escritor        | Película     |                             |
| 2016 | Million Dollar Kid                   | Director, productor, escritor        | Película     |                             |
| 2016 | Kapitano                             | Director, productor, escritor        | Película     |                             |
| 2016 | Attack on Nyege Nyege Island         | Director, productor, escritor        | Cortometraje | [ 14 ]                      |
| 2016 | Bad Black                            | Director, productor, escritor        | Película     | [ 15 ] [ 16 ]               |
| 2020 | Eradicate                            | Director, productor, escritor        | Cortometraje |                             |